# Mistrzostwa Ameryki Południowej w Piłce Siatkowej Mężczyzn 2013 (składy)
Artykuł grupuje składy wszystkich reprezentacji narodowych w piłce siatkowej, które wystąpiły w Mistrzostwach Ameryki Południowej w Piłce Siatkowej Mężczyzn 2013 odbywających się w Brazylii.
- Przynależność klubowa i wiek na 6 sierpnia 2013.
- Zawodnicy oznaczeni literą K to kapitanowie reprezentacji.
- Legenda: 
 Nr - numer zawodnika
 A - atakujący 
 L - libero 
 P - przyjmujący 
 R - rozgrywający 
 Ś - środkowy

## Argentyna
Trener: Javier Weber
Asystent: Marcos Milinkovic
| Nr | Imię i nazwisko        | Data urodzenia (wiek) | Wzrost (cm) | Klub                        | Pozycja |
| -- | ---------------------- | --------------------- | ----------- | --------------------------- | ------- |
| 1  | Pablo Kukartsev        | 25.03.1993 (20)       | 202         | Seleccion Argentina         | ?       |
| 3  | Augustin Ramonda       | 2.06.1991 (22)        | 198         | C.A.Boca Juniors            | P       |
| 4  | Martín Ramos           | 26.07.1991 (22)       | 199         | UPCN Vóley Club             | Ś       |
| 5  | Nicolás Uriarte        | 21.03.1990 (23)       | 192         | Skra Bełchatów              | R       |
| 9  | Rodrigo Daniel Quiroga | 23.03.1987 (26)       | 190         | Moda/Maringá                | P       |
| 11 | Sebastián Solé         | 12.06.1991 (22)       | 202         | Trentino Volley             | Ś       |
| 12 | Federico Pereyra       | 19.06.1988 (25)       | 200         | Noliko Maaseik              | A       |
| 13 | Ezequiel Palacios      | 2.10.1992 (20)        | 202         | La Union de Formos          | ?       |
| 14 | Pablo Crer             | 12.06.1989 (24)       | 205         | Tonno Callipo Vibo Valentia | Ś       |
| 15 | Luciano De Cecco (K)   | 2.06.1988 (25)        | 193         | Copra Elior Piacenza        | R       |
| 16 | Alexis González        | 21.07.1981 (30)       | 184         | Rennes Volley 35            | L       |
| 17 | Bruno Romanutti        | 05.07.1989 (24)       | 194         | Effector Kielce             | A       |
| 18 | Facundo Santucci       | 06.03.1987 (26)       | 186         | TOAC-TUC VB                 | L       |
| 20 | Pablo Bengolea         | 08.05.1986 (27)       | 194         | AZS Olsztyn                 | P       |

## Brazylia
Trener: Bernardo Rezende
Asystent: Roberley Leonaldo
| Nr | Imię i nazwisko                | Data urodzenia (wiek) | Wzrost (cm) | Klub                | Pozycja |
| -- | ------------------------------ | --------------------- | ----------- | ------------------- | ------- |
| 1  | Bruno Rezende (K)              | 2.07.1986 (27)        | 190         | RJX Rio de Janeiro  | R       |
| 4  | Wallace de Souza               | 26.08.1987 (25)       | 198         | Sada Cruzeiro Vôlei | A       |
| 5  | Sidão                          | 9.07.1982 (31)        | 203         | SESI/SP             | Ś       |
| 6  | Leandro Vissotto Neves         | 30.04.1983 (30)       | 212         | RJX Rio de Janeiro  | A       |
| 7  | William Arjona                 | 31.07.1979 (34)       | 185         | Sada Cruzeiro Vôlei | R       |
| 8  | Ricardo Lucarelli              | 14.02.1992 (21)       | 195         | SESI/SP             | P       |
| 10 | Alan Barbosa Domingos          | 15.02.1980 (31)       | 189         | Medley Campinas     | L       |
| 12 | Felipe Luiz Fonteles           | 19.06.1984 (29)       | 196         | Fenerbahçe SK       | P       |
| 13 | Mauricio de Souza              | 29.09.1988 (24)       | 209         | Vivo/Minas          | Ś       |
| 14 | Renan Zanatta Buiatti          | 10.01.1990 (23)       | 212         | BMG São Bernardo    | A       |
| 16 | Lucas Saatkamp                 | 6.03.1986 (27)        | 210         | SESI/SP             | Ś       |
| 18 | Dante Amaral                   | 30.09.1980 (32)       | 201         | Panasonic Panthers  | P       |
| 19 | Mario da Silva Pedreira Junior | 3.05.1982 (31)        | 192         | RJX Rio de Janeiro  | L       |
| 22 | Mauricio Borges                | 4.02.1989 (24)        | 199         | SESI/SP             | A       |

## Chile
Trener: Daniel Nejamkin
Asystent: Ivan Villarreal
| Nr | Imię i nazwisko      | Data urodzenia (wiek) | Wzrost (cm) | Klub                 | Pozycja |
| -- | -------------------- | --------------------- | ----------- | -------------------- | ------- |
| 1  | Simon Guerra         | 10.01.1996 (17)       | 198         | Seleccion Chile      |         |
| 2  | Aaron Reyes          | 22.07.1986 (27)       | 175         | Providencia          | L       |
| 3  | Gabriel Araya        | 06.11.1995 (17)       | 199         | Seleccion Chile      |         |
| 4  | Thomas Parraguirre   | 1.03.1991 (22)        | 194         | Tomas Morus          | Ś       |
| 5  | Matias Parraguirre   | 02.07.1987 (26)       | 192         | Tomas Morus          | P       |
| 6  | Rafael Grimalt       | 15.09.1986 (26)       | 189         | Linares              | R       |
| 8  | Dusan Bader          | 16.11.1991 (21)       | 194         | Seleccion Chile      |         |
| 9  | Dusan Bonacic        | 19.07.1995 (18)       | 194         | Providencia          | A       |
| 10 | Matias Banda         | 05.09.1995 (17)       | 188         | Tomas Morus          |         |
| 11 | Vicente Parraguirre  | 14.10.1994 (18)       | 192         | Tomas Morus          | P       |
| 12 | Joaquin Monbreg      | 11.01.1985 (18)       | 194         | Universidad Catolica |         |
| 13 | Sebastian Gevert (K) | 23.06.1988 (25)       | 204         | Evivo Düren          | A       |